# تزيين بالزهور

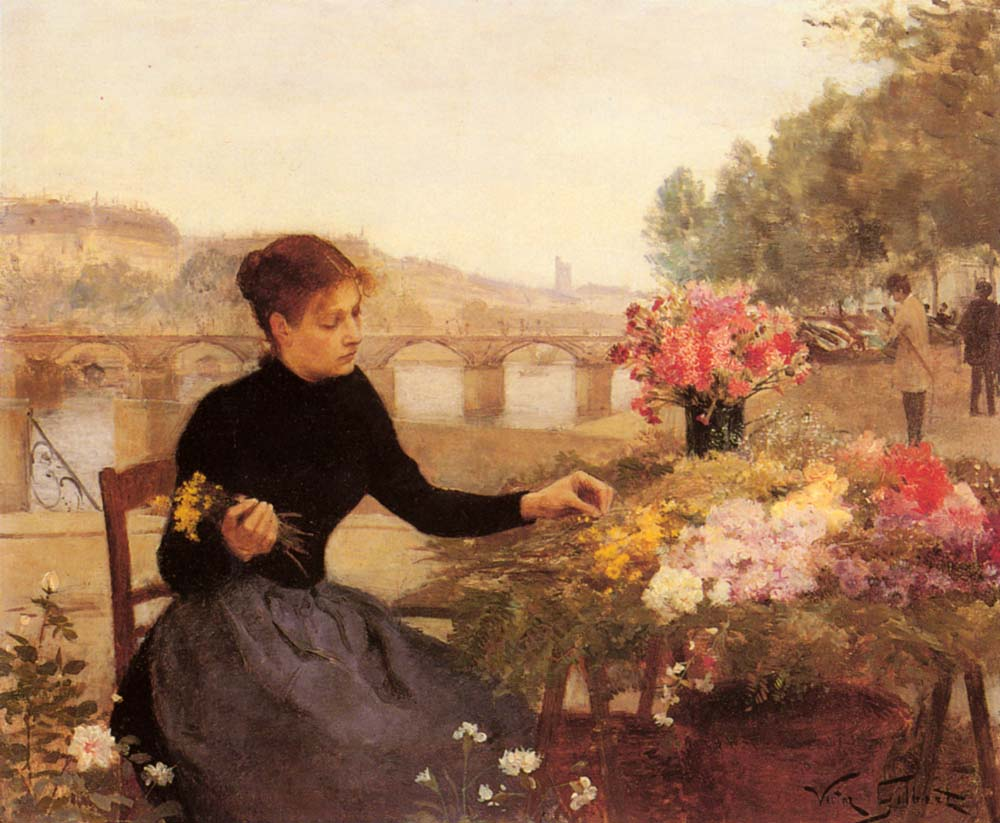
سوق الزهور الباريسي لفيكتور جبريل غيلبرت

تزيين بالزهور هي إنتاج الزهور والتجارة فيها والاتجار بها. ويشمل العناية بالزهور والتعامل معها، وتصميم الأزهار وترتيبها، والترويج، والإنتاج، والعرض، وتسليم الزهور. بائعي الزهور بالجملة يبيعون الزهور السائبة واللوازم ذات الصلة للمهنيين في التجارة. يقدم بائعو الزهور بالتجزئة الزهور الطازجة والمنتجات والخدمات ذات الصلة للمستهلكين. افتتح أول محل لبيع الزهور في الولايات المتحدة قبل عام 1851.
تتعلق تزيين بالزهور بزراعة الزهور وكذلك ترتيبها وبيعها. الكثير من المواد الخام الموردة لتجارة الزهور تأتي من صناعة الزهور المقطوفة. محلات بيع الزهور، إلى جانب المتاجر عبر الإنترنت، هي منافذ الزهور الرئيسية فقط، ولكن محلات السوبرماركت ومتاجر مستلزمات الحدائق ومحطات الوقود تبيع الزهور أيضاً.

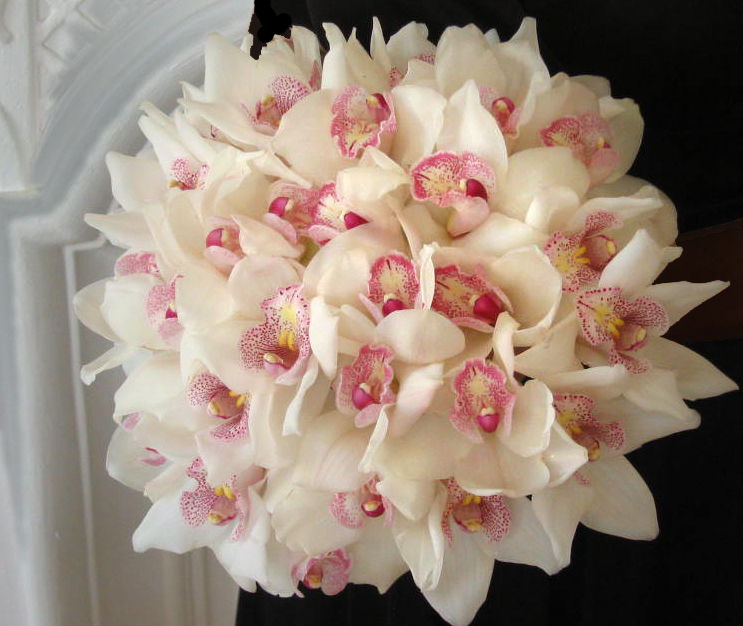
باقة زفاف من زورقان مرتبة من قبل بائع زهور

تصميم الأزهار أو فنون الأزهار هو فن إنشاء تنسيقات الزهور في المزهريات أو الأوعية أو السلال أو الحاويات الأخرى، أو صنع باقات وتركيبات من الزهور المقطوفة وأوراق الشجر والأعشاب وأعشاب الزينة والمواد النباتية الأخرى. غالباً ما يعتبر مصطلحا "تصميم الأزهار" و"الزهور" مترادفين. بائعو الزهور هم الأشخاص الذين يعملون مع الزهور والنباتات، بشكل عام على مستوى البيع بالتجزئة. يختلف علم الزهور عن علم الزهور، ودراسة التوزيع والعلاقات بين الأنواع النباتية على المناطق الجغرافية. يختلف الأزهار أيضاً عن البستنة، والتي تتعلق على نطاق أوسع بزراعة الزهور والنباتات بحيث تظل طازجة لأطول فترة ممكنة، وستكون مرغوبة للشراء، والتي تتضمن أيضاً معرفة متطلبات العملاء وتوقعاتهم. من المهم أيضاً إنشاء مجموعة متنوعة من تصميمات الأزهار مثل أكاليل الزهور والباقات والصدارية والعروية والترتيبات الدائمة وغيرها من الترتيبات الأكثر تعقيداً.
التعليم، الرسمي وغير الرسمي، هو جزء مهم آخر من صناعة الزهور. ينقل مصممو وفنانو الزهور الراسخون حرفتهم إلى الطلاب المهتمين بتصميم الأزهار كهواية أو مهنة. تتوفر الدورات بشكل عام من خلال كليات المجتمع والمدارس المهنية الخاصة لما بعد الثانوية وجمعيات تجارة الزهور المهنية.
في هولندا، تأسست أول كلية بستنة في عام 1896 في نالدفايك. تأسست كلية البستنة الثانية في عام 1897 في آلسمير. في عام 1926، عقدت أول امتحانات التأهيل المهني الوطنية في زراعة الزهور في هولندا. احتفلت كلية البستنة في ألسمير بالذكرى السنوية ال 75 لتأسيسها في عام 1972 وفي عام 1997 الذكرى السنوية ال 100 لتأسيسها. منذ عام 1926 كانت كلية البستنة في ألسمير تسمى مدرسة ريكس ميدلبار توينبو. بدأ أول تعليم احترافي للزهور في مدرسة ريكس ميدلبار توينبو في عام 1968. كان أول أستاذ في علم الزهور في كلية البستنة في آلسمير هو السيد ثيو بورما. في عام 1972، بدأ ثيو بورما تدريس دورات مسائية احترافية لدبلوم الزهور: فاكدبلومات بلوميست وينكلييه. في عام 1980 أسس ثيو بورما وزوجته خوسيه بورما أول مدرسة زهور مملوكة للقطاع الخاص. معهد بورما الدولي لتصميم الأزهار في آلسمير. اعترف بدبلوم الزهور من قبل الحكومة الهولندية حتى عام 1996. عندما فتحت حدود أوروبا، لم تعد هناك حاجة إلى الدبلوم ولكن التدريب المهني للطلاب الهولنديين والدوليين لا يزال ينظمه معهد بورما.
تتمتع أعمال الأزهار بسوق كبير في عالم الشركات والمناسبات الاجتماعية، حيث تلعب الزهور دوراً كبيراً في ديكور المناسبات والاجتماعات الخاصة. السنتربيس والمداخل وطاولات الاستقبال ومسكة العروس وحفلات الزفاف ومجموعات المسرح ليست سوى أمثلة قليلة على كيفية استخدام الزهور في إعدادات الأعمال والمناسبات الاجتماعية. كما تستخدم الزهور تقليدياً في البيئات الكنسية وغالباً ما ترتب من قبل متطوعين مهرة في الكنيسة.

## أنماط
العديد من الدول لديها أسلوبها الخاص في ترتيب الأزهار. هذا يعتمد على أنواع الزهور المتاحة بسهولة، وثقافة الأمة.

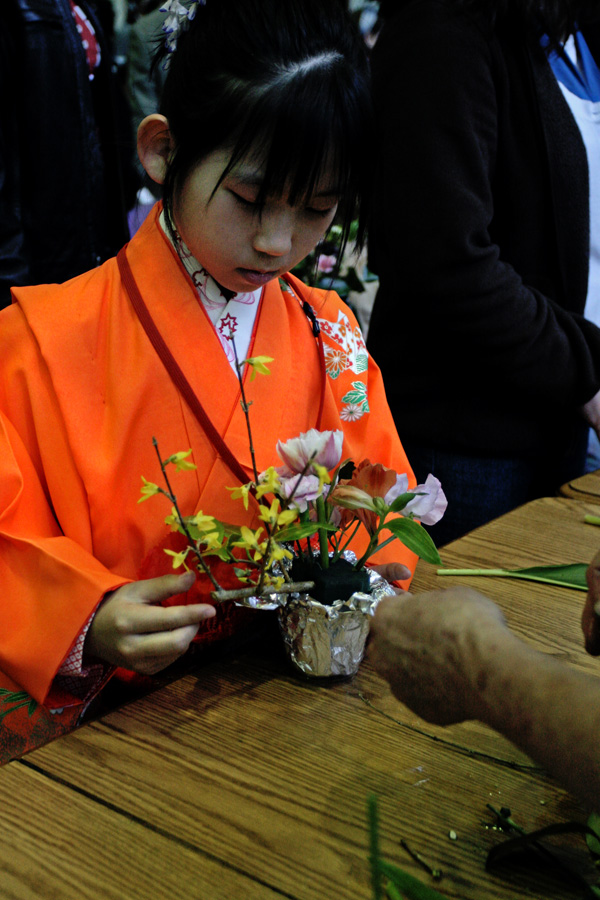
طفل يتعلم فن إيكيبانا.

### إيكيبانا
اليوم، يبيع بائعو الزهور في اليابان أيضاً الإيكيبانا المرتبة مسبقاً أو التي تنظم أثناء الانتظار. إيكيبانا هو نمط من تصميم الأزهار التي نشأت في اليابان. يشتهر الإيكيبانا ببساطته في الخط والشكل، وهو أسلوب تصميم يمارس في المقام الأول للتمتع الشخصي. لديها ثلاثة أجزاء من المحاذاة: السماء والإنسان والأرض.

### حديقة إنجليزية
أسلوب الحديقة الإنجليزية هو تقليدياً شكل إنجليزي من تصميم الأزهار. توضع السيقان بطريقة شعاعية وتتميز بالاستخدام الوفير للزهور الموسمية وأوراق الشجر. غالباً ما تنفذ هذه التصميمات على شكل تلال منخفضة أو معنقدة أو تنسيقات مزهرية أطول من جميع الجوانب (360 درجة)، وتتضمن زهور الحدائق مثل الورود والغردينيا والكاميليا والدلفينيوم وعود الصليب. عادة ما ترتب الزهور مع الحد الأدنى من المساحة بين الإزهار وتستخدم أوراق الشجر لإبراز الزهور لأن هذه هي الميزة الرئيسية.

### نمط حديث/أوروبي
تتضمن الأزهار الحديثة/الأوروبية تصميمات خطية معاصرة تسلط الضوء على الأشكال الفريدة لكل من مواد الأزهار الفردية والتصاميم نفسها. تتميز الترتيبات عموما بمساحة سلبية وتتضمن وضعاً غير متماثل للمواد. يتناقض النمط بشكل مباشر مع الترتيبات الشعاعية التقليدية مثل الحديقة الإنجليزية. تحدد التصميمات الحديثة من خلال لعبها على المساحة المستخدمة بين كل إزهار، والتي غالباً ما تكون دراماتيكية، واللعب على استخدام اللون والقوام المختلفة، والتي يمكن أن تكون تجريبية تماماً
غالباً ما تتضمن التصميمات الحديثة/الأوروبية أزهاراً فريدة أو غريبة أو استوائية مثل عصفور الجنة والسحلبية والأنطور والبروطيا في منطقة البحر الكاريبي وغيرها من السكان المحليين الغريبين، ولكنها قد تستخدم أيضاً أزهاراً أكثر شيوعاً، مثل الورود والجربيرا والزنابق.

### نمط معاصر/هولندي
تتضمن التصميمات المعاصرة/الهولندية أيضاً تصميمات معاصرة وخطية. تستخدم التصاميم الهولندية الكثير من أنواع الخضر المختلفة بطريقة طبيعية. ترتيب أسلوب "الحديقة الهولندية" -الذي بدأ في أوائل ثمانينيات القرن العشرين- هو مثال جيد جداً على ترتيب النمط الهولندي. تستخدم الحجارة واللحاء والنباتات الحزازية في هذه التصاميم.

### نمط أسترالي
نمط الأزهار الأسترالي هو مزيج متناغم من جمال الطبيعة الخام والتعبير الفني. مستوحى من المناظر الطبيعية المتنوعة في البلاد والنباتات المحلية، يلخص هذا النمط جوهر الأرض في الأسفل. مع التركيز على الزهور المحلية مثل بانكسياس، أوكالبتوس، وواراتاس، تنضح تنسيقات الأزهار الأسترالية بسحر ريفي مميز. غالباً ما يعرض النمط مزيجاً من القوام والألوان والأشكال، مما يعكس التناقضات الديناميكية الموجودة في البيئة الأسترالية. سواء كان ترتيباً مستوحى من الساحل يردد صدى الشواطئ الهادئة أو إبداعاً جريئاً يلتقط الألوان النابضة بالحياة في المناطق النائية، فإن أسلوب الأزهار الأسترالي هو تمثيل فريد وآسر للثروات الطبيعية للبلاد.

## أهمية زهور معينة
عادةً، يقوم بائع الزهور بتنظيم الزهور حسب الموسم والعطلات. الزهور لها معاني مختلفة في الثقافات المختلفة. تختلف الأعياد والمناسبات التي تستخدم فيها الزهور. يستخدم الخشخاش لتذكر الجنود الذين سقطوا في الحرب فقط في بريطانيا العظمى ودول الكومنولث. غالبًا ما يفضل الناس الزهور المرتبطة بمجموعتهم العرقية أو بلدهم، ويؤثر المعنى الثقافي للون الزهرة بشدة على اختيارهم واستخدامهم. تنقل الألوان معاني مختلفة لمجموعات مختلفة، بحيث يمكن، على سبيل المثال، ربط الألوان المختلفة بالحظ أو الموت أو الحب. زهرة مثل الوردة الحمراء قد تنقل الحب في بعض الثقافات، بينما في ثقافات أخرى، قد تعتبر غير لائقة أو ببساطة محيرة. يمكن أن تؤدي المواقف المتباينة إلى حد كبير تجاه اللون الأبيض أيضًا إلى سوء الفهم وأحيانًا تسبب الإساءة. فالأبيض، على سبيل المثال، يمثل الموت في العديد من الثقافات الآسيوية، في حين أن اللون الأبيض عادة ما يكون رمزاً للنقاء والبراءة في البلدان ذات التراث الأوروبي. طور الفيكتوريون الأوائل، من بين آخرين، لغة كاملة وشاملة للزهور يُشار إليها أحيانًا في صناعة الأزهار اليوم.

## دور في العلاقات الشخصية
نظراً للأهمية الغنية والدقيقة للزهور المختلفة وإمكانيات التصميم التي لا تعد ولا تحصى باستخدام مواد الأزهار، فليس من المستغرب أن تلعب تنسيقات الأزهار عدداً من الأدوار في العلاقات الشخصية. يتم إرسالهم للتعبير عن الحب والاحتفال بالمناسبات الخاصة وتقديم التعازي والمزيد.
خلال جائحة فيروس كورونا في 2020-2021، أصبحت زراعة الزهور وسيلة أكثر أهمية للتواصل مع أحبائهم عن بعد. كما لاحظت صحيفة نيويورك تايمز، "بدلاً من قول ذلك شخصياً، نقولها جميعاً بالورود". وقد أدى ذلك إلى زيادة أرباح صناعة الأزهار الأمريكية. قال أكثر من 80٪ من المشاركين في استطلاع أجرته جمعية بائعي الزهور الأمريكيين إن مبيعات عطلاتهم قد زادت في عام 2020 مقارنة بعام 2019.

## محلات بيع الزهور

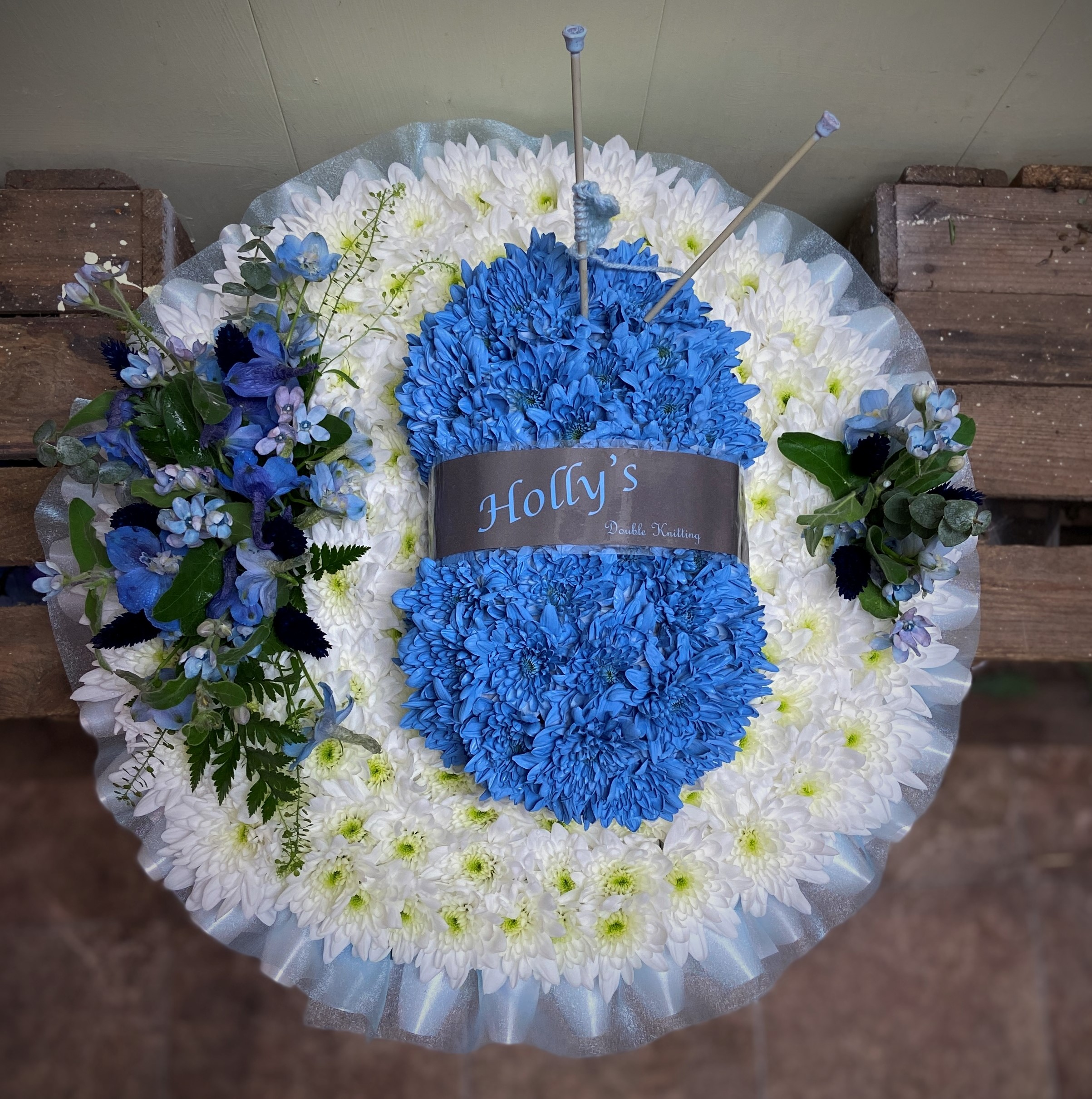
كرة من الصوف حسب الطلب من قبل بائع زهور في بلدة فارهام، المملكة المتحدة

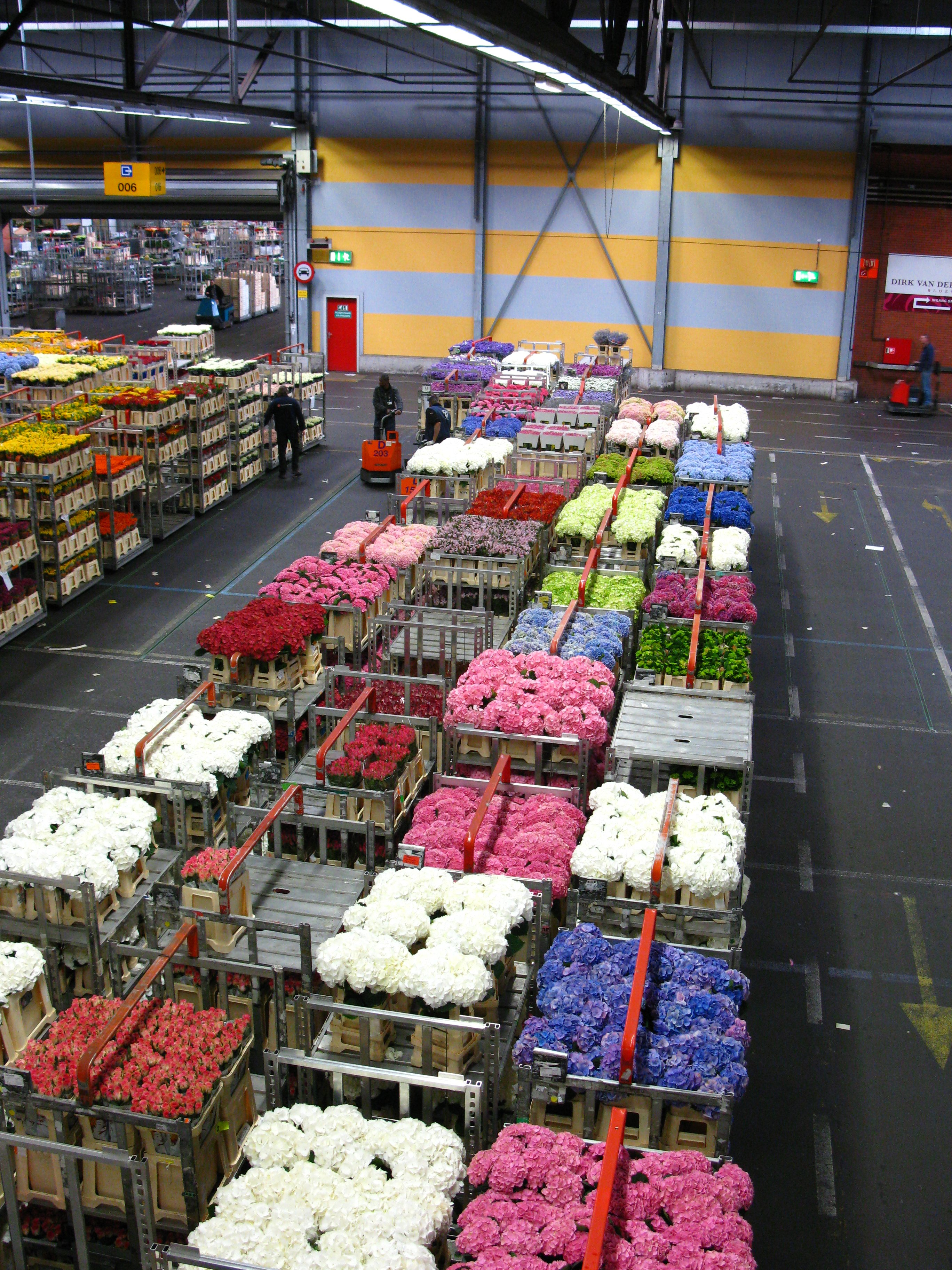
سوق الزهور في ألسمير
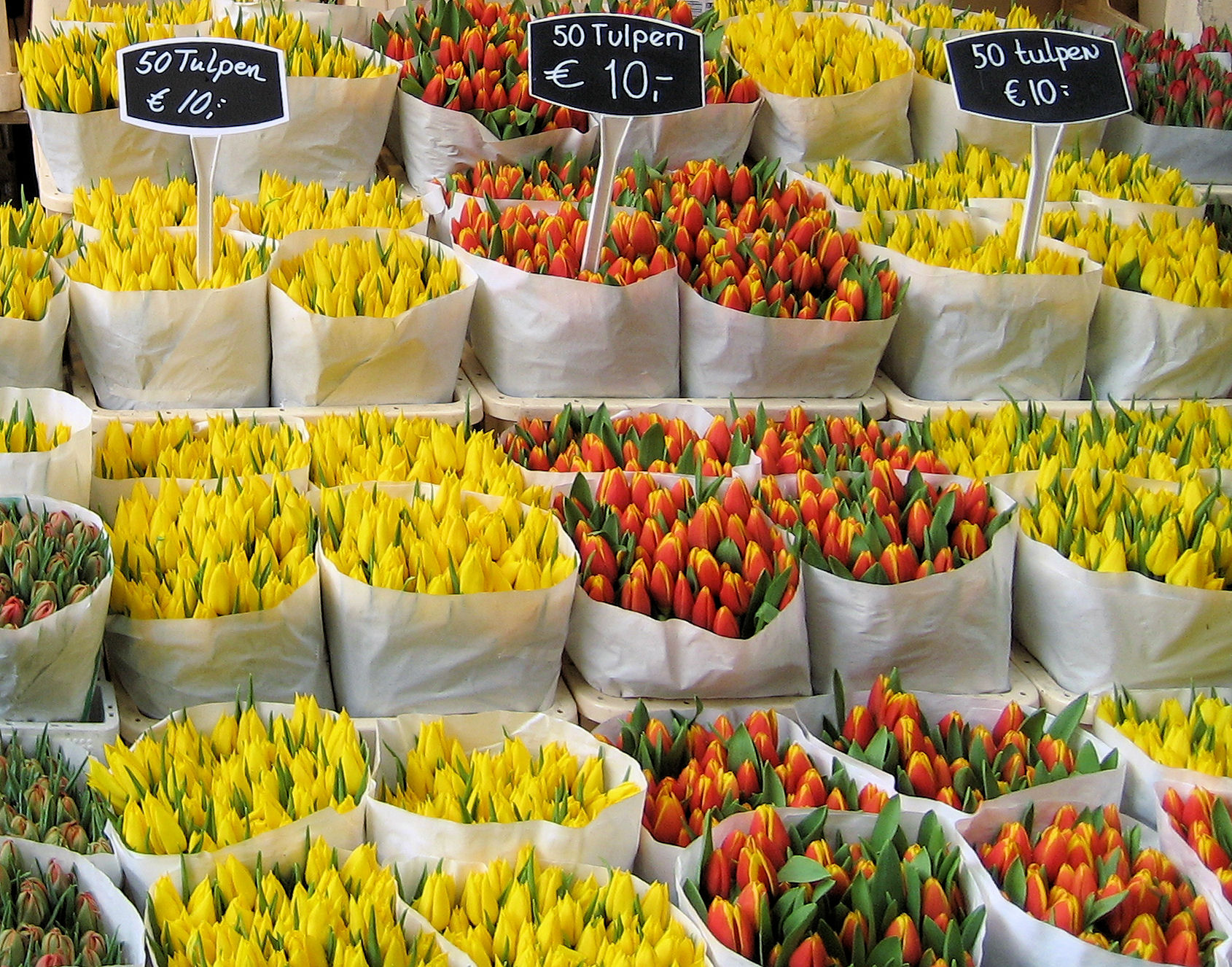
متجر توليب في أمستردام
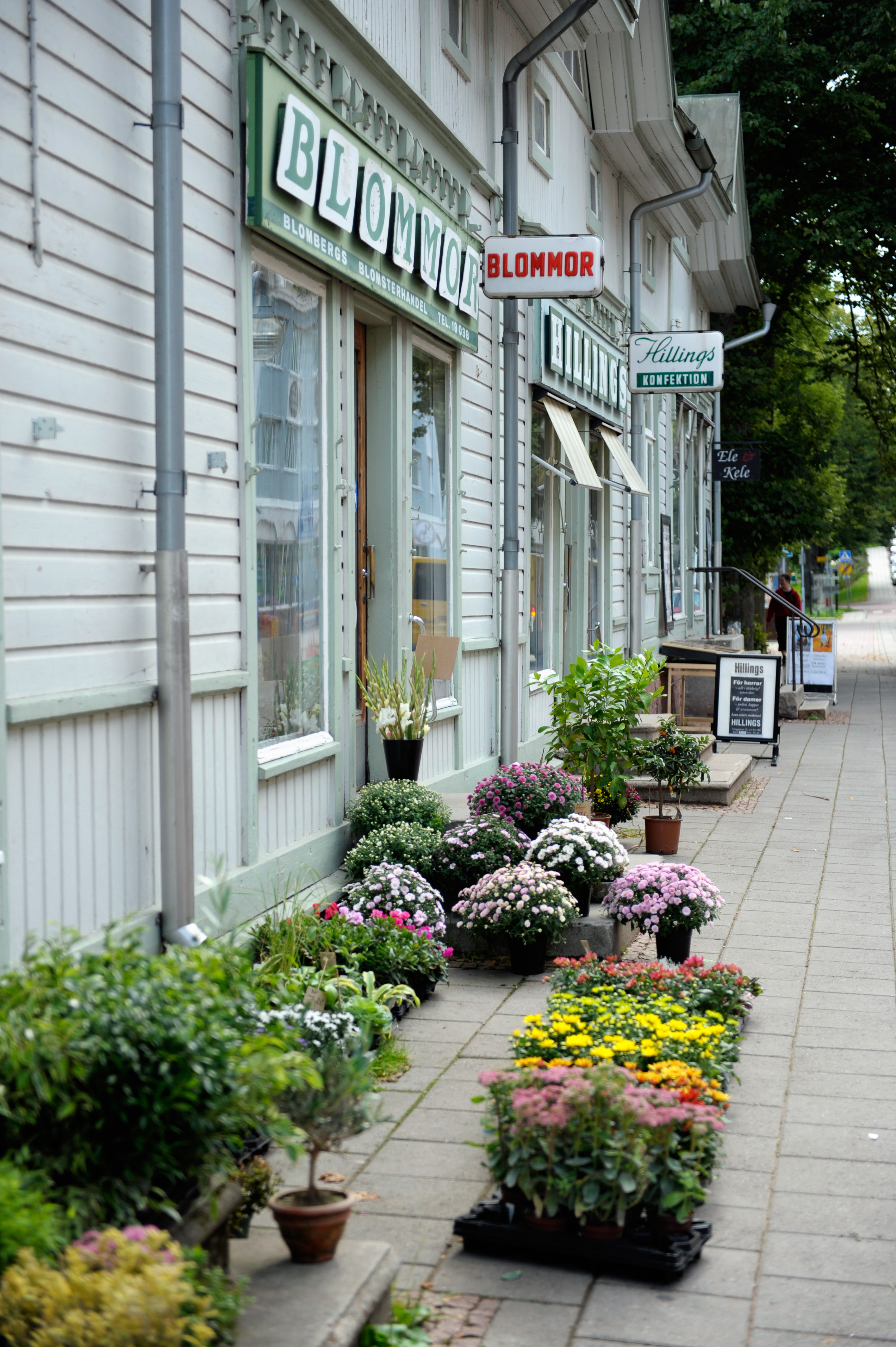
سوق الزهور في ماريهامن
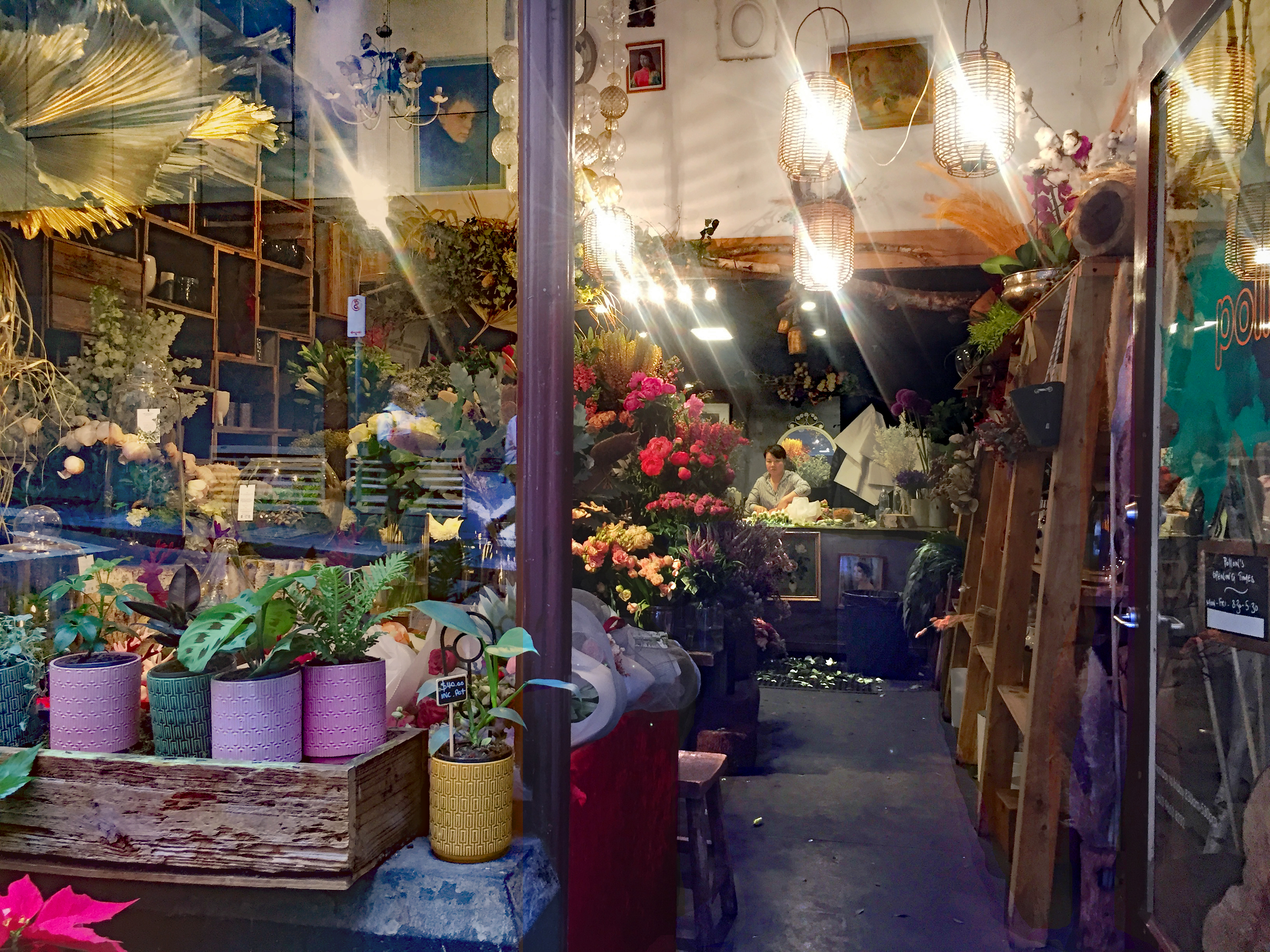
متجر الزهور عند الغسق في فليندرز لين، ملبورن، أستراليا.
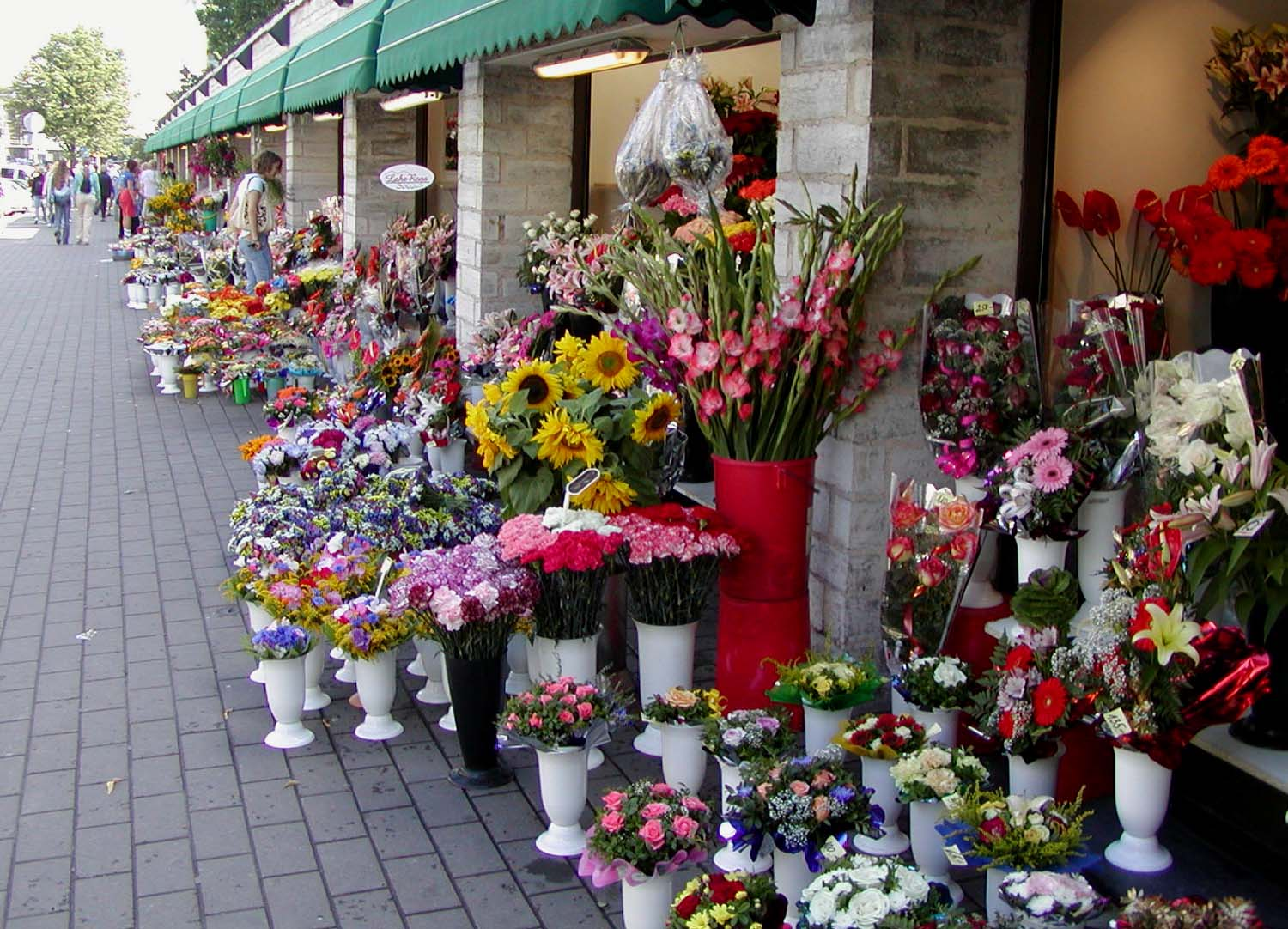
سوق الزهور في تالين
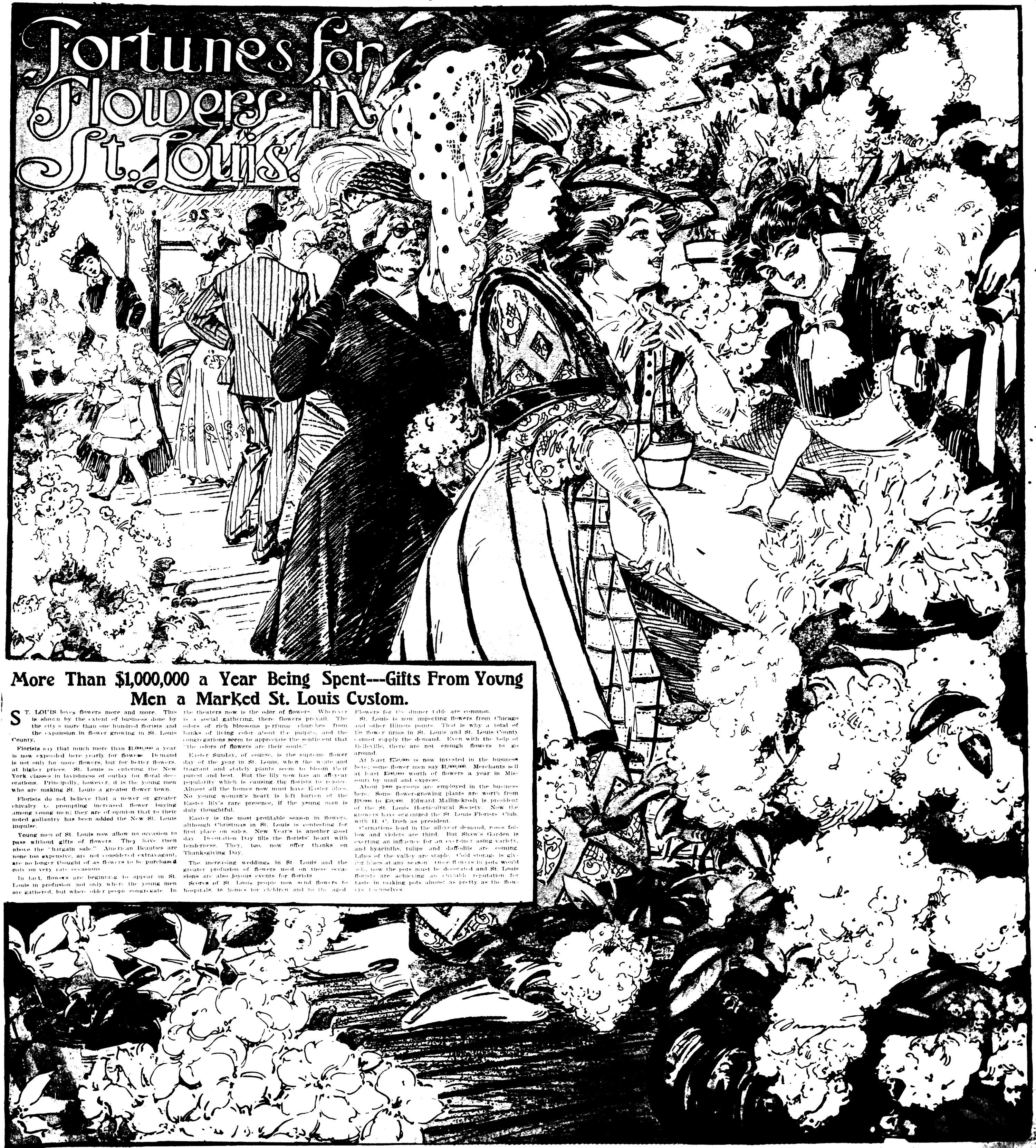
تظهر الصفحة الأولى من مجلة صنداي لسانت لويس بوست ديسباتش، بتاريخ 31 مارس 1907، الجزء الداخلي من متجر بائع الزهور. الرسم التوضيحي لمارغريت مارتين.
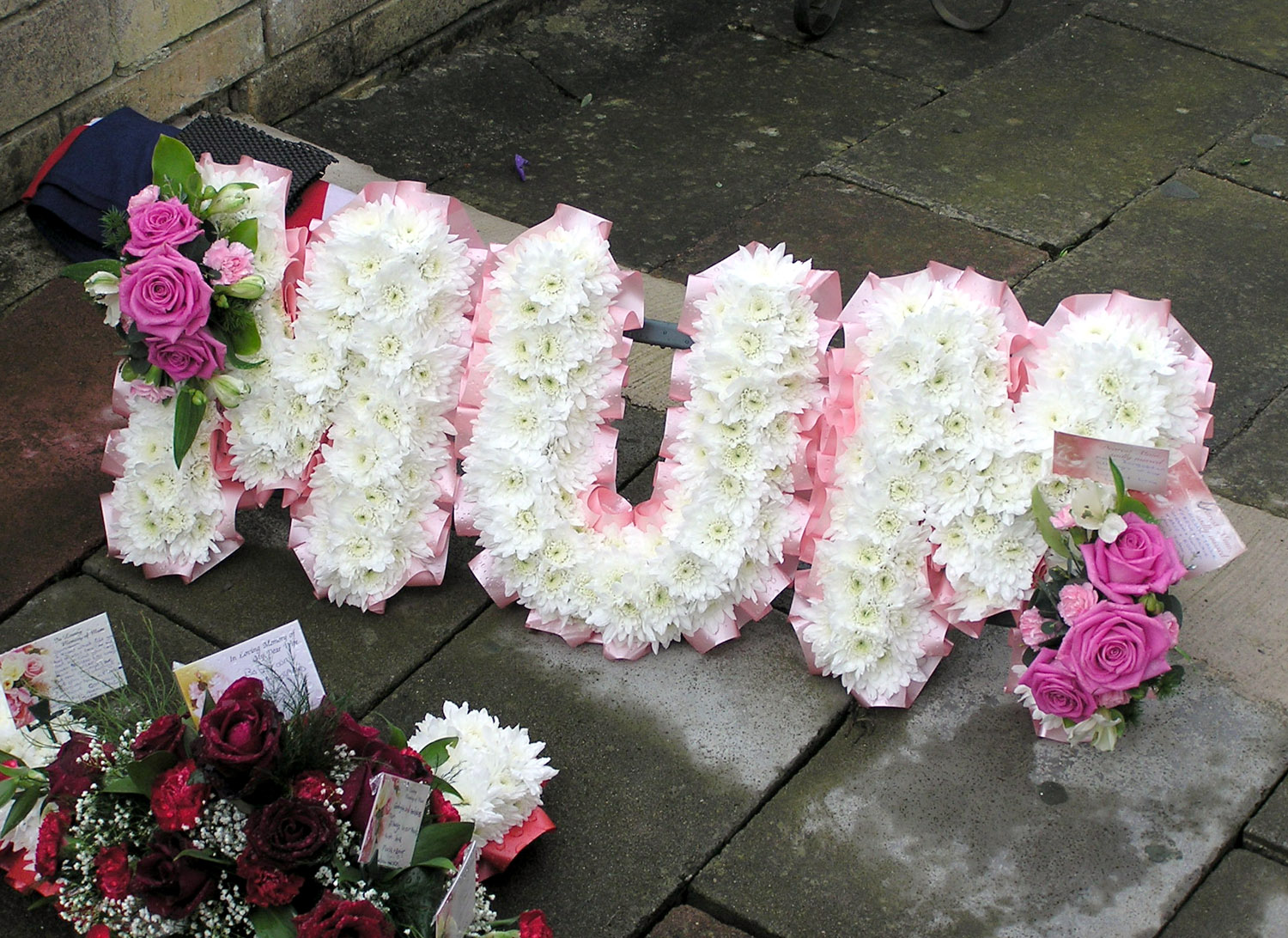
تحية اسم ("أمي") في جنازة في إنجلترا، صنعها بائع زهور باستخدام الأقحوان

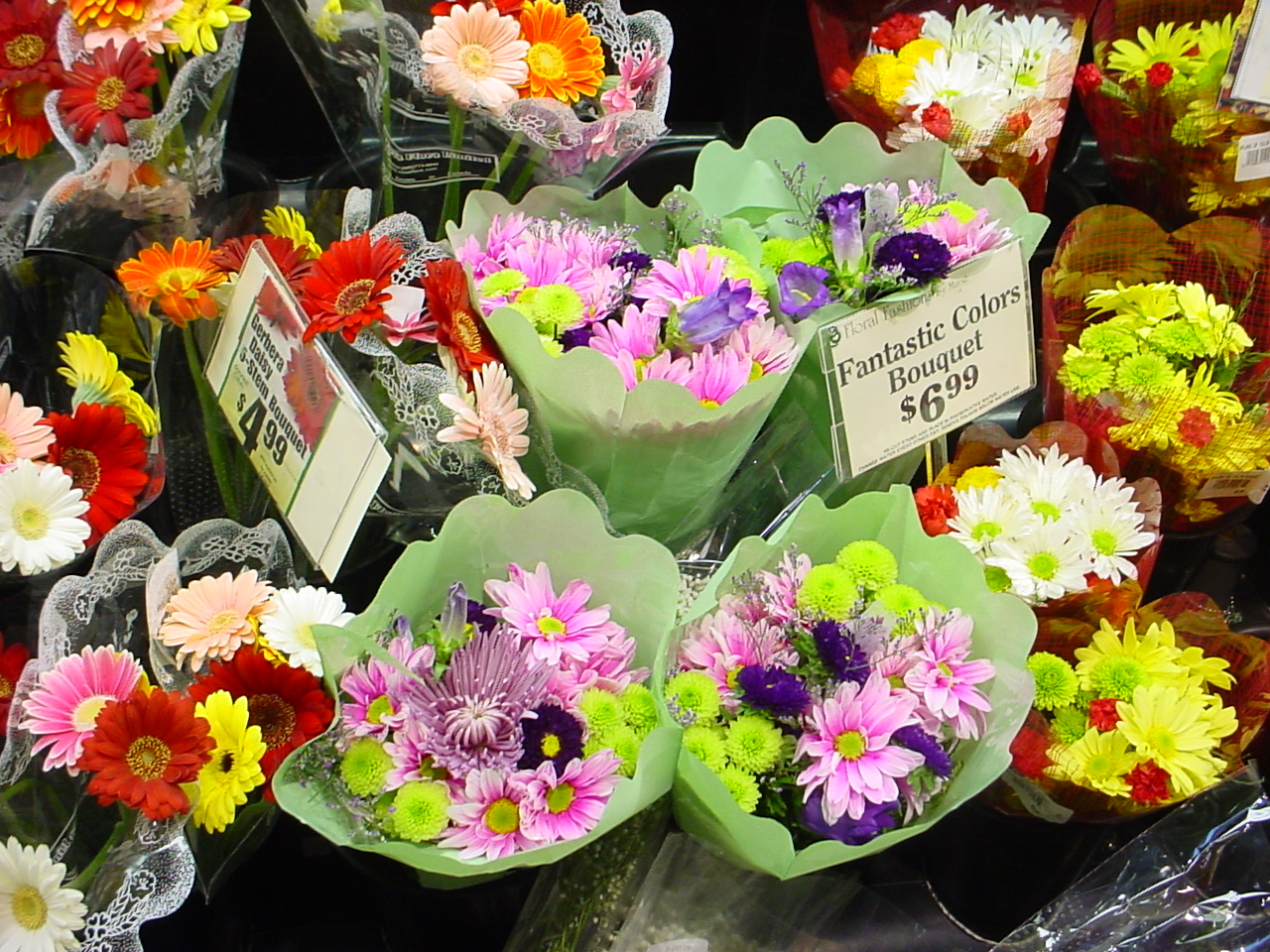
عرض سوبر ماركت تحت إضاءة الفلورسنت

## تكنولوجيا

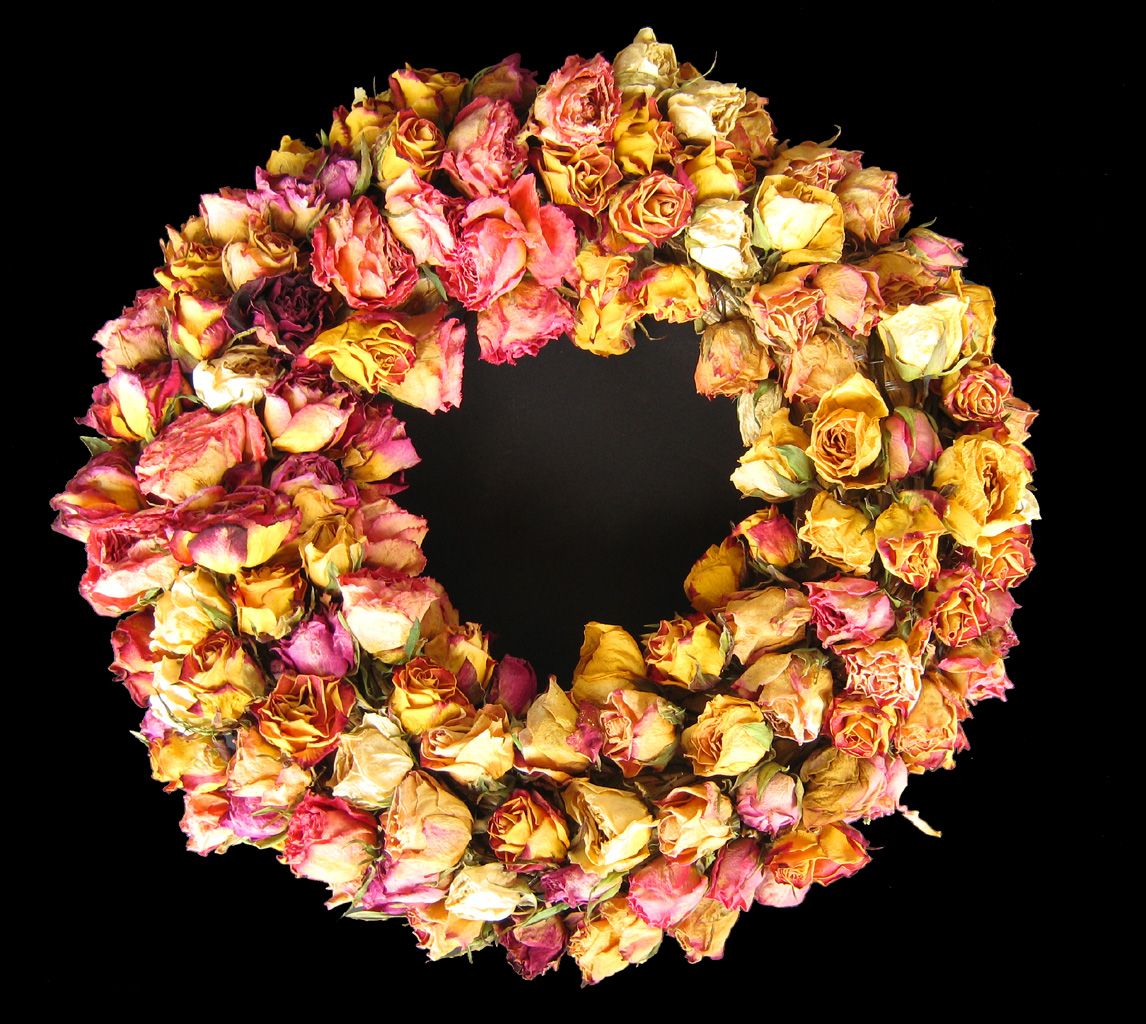
إكليل من الورود المجففة